# Caribbean Airlines
Caribbean Airlines ist die nationale Fluggesellschaft Trinidad und Tobagos mit Sitz in Port of Spain und Basis auf dem Flughafen Piarco.

## Geschichte

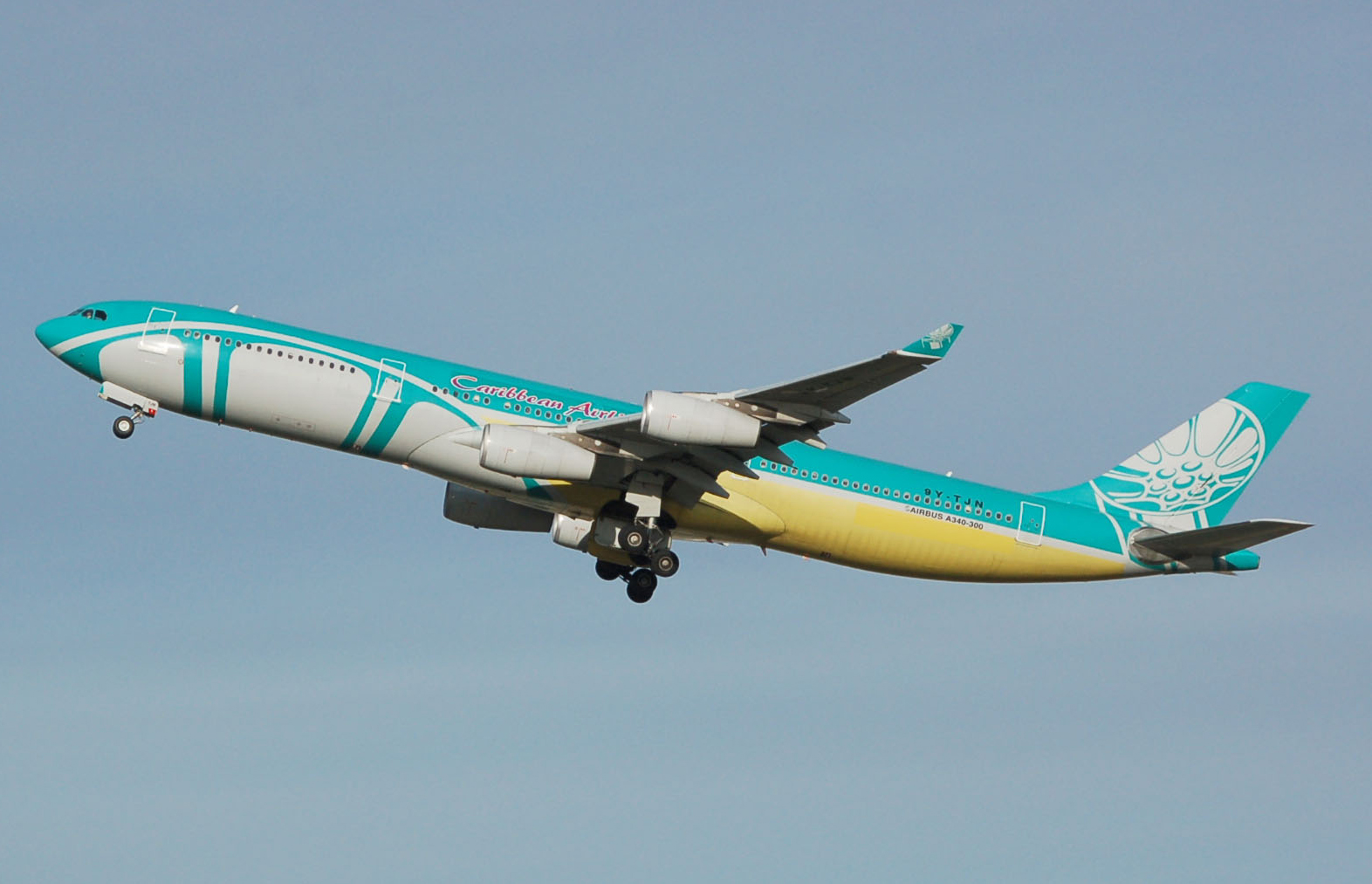
Airbus A340-300 der Caribbean Airlines

Caribbean Airlines wurde am 27. September 2006 gegründet und begann den Flugbetrieb am 1. Januar 2007. Sie gilt als Nachfolger der BWIA West Indies Airways, die ihren Flugbetrieb Ende 2006 einstellte. Caribbean Airlines übernahm die Flotte, bestehend aus sechs Boeing 737-800 und zwei Airbus A340-300, die Mitarbeiter und die Strecken der BWIA. Die beiden A340-300 wurden kurz darauf ausgemustert, seither werden keine Langstreckenflüge mehr angeboten. 
Zum 1. Oktober 2007 übernahm Caribbean Airlines die regionale Fluggesellschaft Tobago Express, von der ihr zuvor 45 % bereits gehörten. Diese ging anschließend vollständig in der Muttergesellschaft auf, führt also keinen eigenen Flugbetrieb mehr durch. Im Mai 2011 übernahm Caribbean Airlines die Fluggesellschaft Air Jamaica, seitdem besitzt der Staat Jamaika 16 % der Anteile an Caribbean Airlines.

## Flugziele
Caribbean Airlines fliegt hauptsächlich Ziele in der Karibik an. Über die Basen in Port of Spain und Kingston werden Antigua und Barbuda, die Bahamas, Barbados, die British Virgin Islands, Curacao, Dominica, Guadeloupe, Grenada, Kuba, Martinique, Puerto Rico, Saint Kitts and Nevis, St. Lucia, St. Maarten und St. Vincent und die Grenadinen angeflogen. Ziele auf dem südamerikanischen Festland sind Guyana, Suriname und Venezuela. In Nordamerika werden Kanada (Toronto) und die Vereinigten Staaten (Florida und New York) bedient. Von großer Bedeutung für das Land ist die Inlandsverbindung zwischen den Inseln Trinidad und Tobago, die zuvor von Tobago Express bedient wurde. Darüber hinaus besteht ein Codeshare-Abkommen mit British Airways für Flüge nach London.

## Flotte

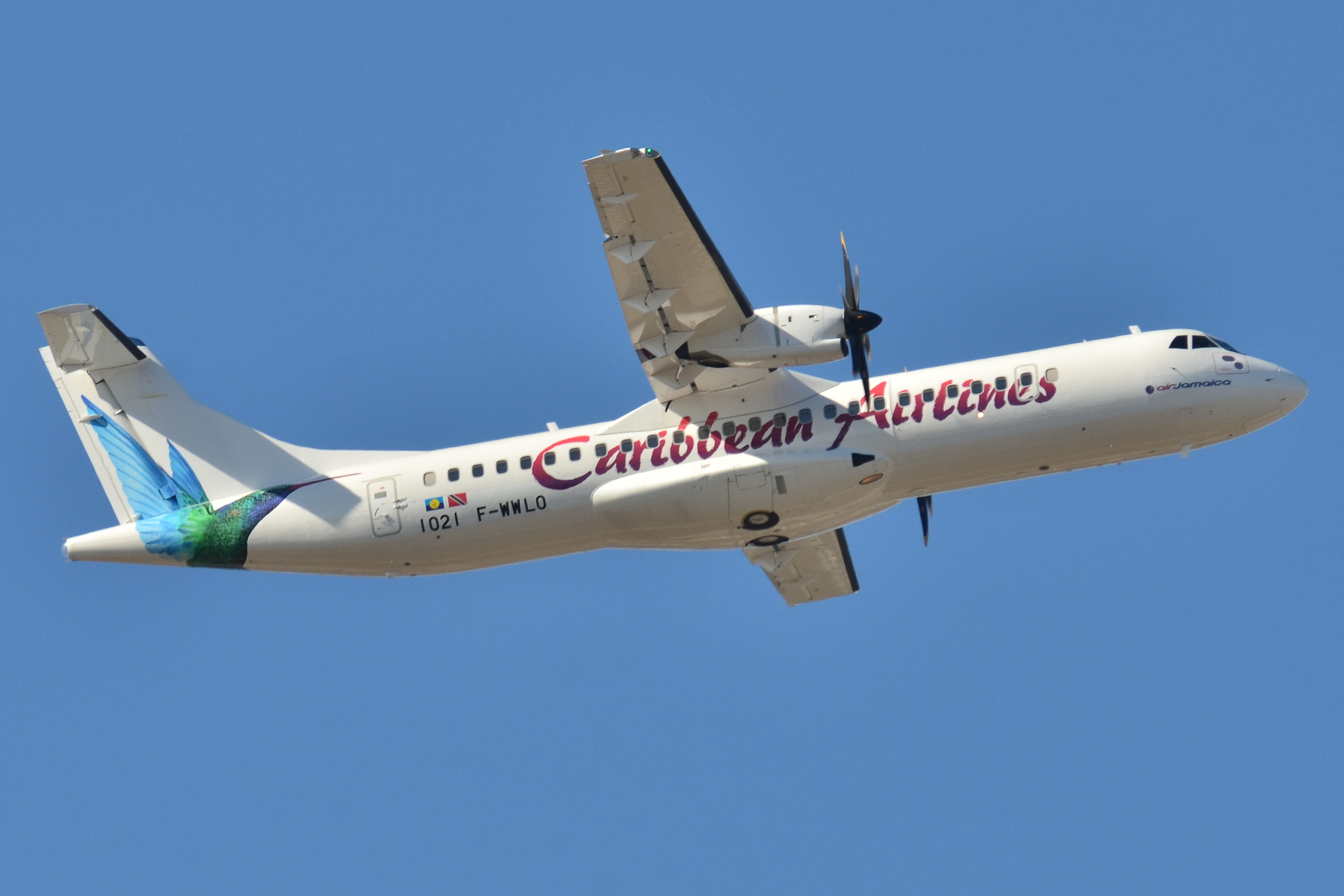
ATR 72 der Caribbean Airlines

### Aktuelle Flotte
Mit Stand Februar 2024 besteht die Flotte der Caribbean Airlines aus 19 Flugzeugen mit einem Durchschnittsalter von 6,0 Jahren:
| Flugzeugtyp      | Anzahl | bestellt | Anmerkungen  | Sitzplätze (Business/Economy) | Durchschnittsalter Februar 2024 |
| ---------------- | ------ | -------- | ------------ | ----------------------------- | ------------------------------- |
| Boeing 737 MAX 8 | 9      |          |              | 160                           | 2,2 Jahre                       |
| ATR 72-600       | 10     |          | eine inaktiv | 68                            | 9,4 Jahre                       |
| Gesamt           | 19     | 0        |              |                               | 6,0 Jahre                       |

### Ehemalige Flugzeugtypen
Darüber hinaus setzte Caribbean Airlines in der Vergangenheit noch folgende Flugzeugtypen ein:
- Airbus A340-300
- Boeing 737-800
- Boeing 767
- De Havilland DHC-8

## Zwischenfälle

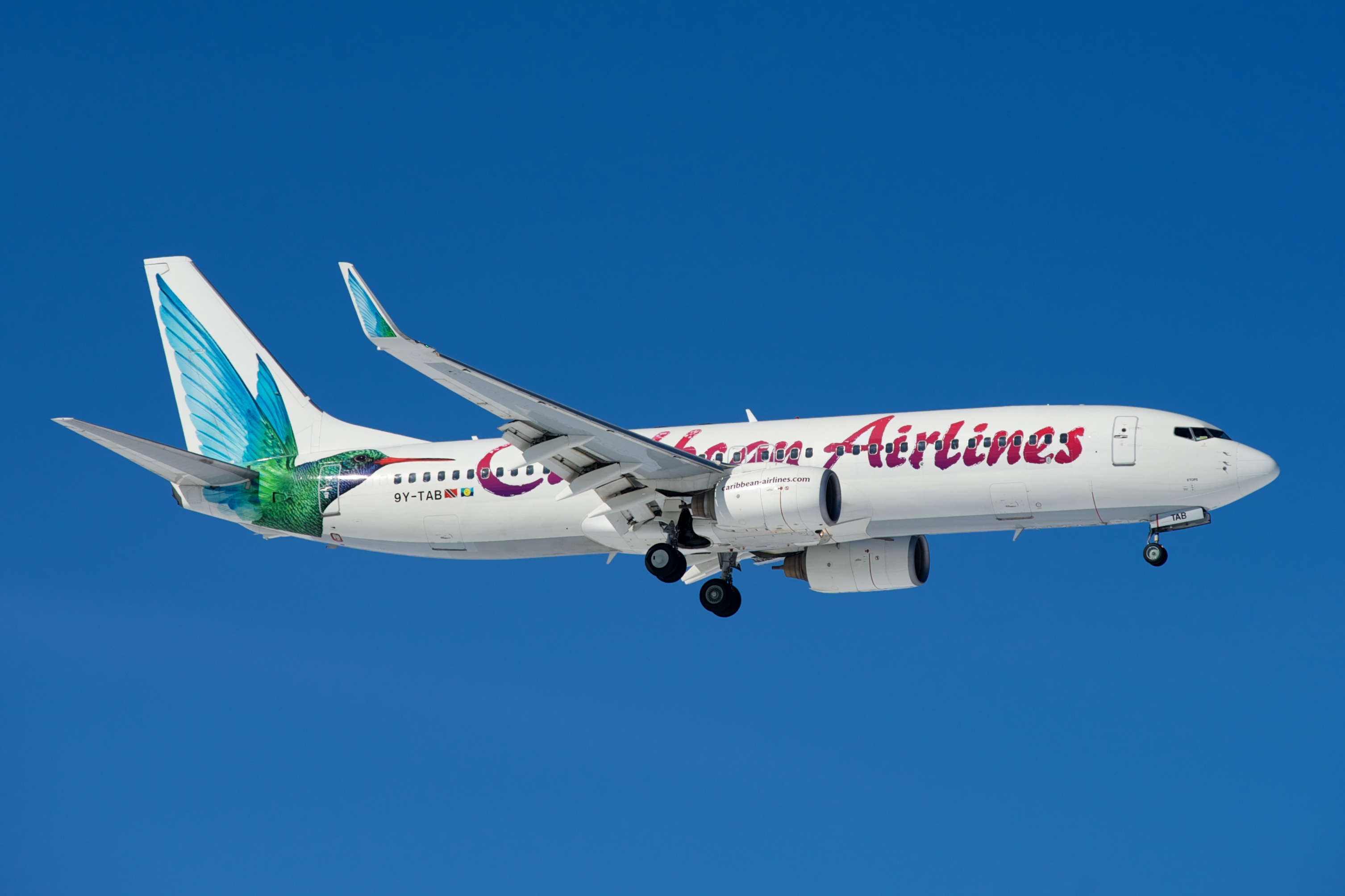
Boeing 737-800 der Caribbean Airlines, baugleich mit der im Juli 2011 verunglückten

Caribbean Airlines verzeichnet in ihrer Geschichte keine Todesopfer, jedoch einen Flugzeugverlust:
- Am 30. Juli 2011 überschoss eine Boeing 737-800 mit 163 Personen an Bord aus New York kommend die Landebahn in Georgetown. Die Maschine mit dem Luftfahrzeugkennzeichen 9Y-PBM zerbrach dabei in zwei Teile, es gab jedoch lediglich eine Verletzte.[7]